# Kinderhook (New York)
Kinderhook ist eine Stadt im nördlichen Teil des Columbia County, New York, Vereinigte Staaten. Die Einwohnerzahl betrug bei der Volkszählung 2020 8.330, womit sie die bevölkerungsreichste Gemeinde im Columbia County ist. Zur Stadt Kinderhook gehören zwei Dörfer, von denen eines ebenfalls Kinderhook heißt; das andere ist das Dorf Valatie. Außerdem gehört zur Stadt der Weiler Niverville, der am Kinderhook Lake liegt.

## Geographie
Nach Angaben des United States Census Bureau hat die Stadt eine Gesamtfläche von 32,4 Quadratmeilen (83,9 km²), von denen 31,8 Quadratmeilen (82,4 km²) auf Land und 0,62 Quadratmeilen (1,6 km²) oder 1,87 % auf Wasser entfallen, einschließlich des Kinderhook Lake, des Kinderhook Creek und der Wasserfälle von Valatie.
Die nördliche Stadtgrenze bildet die Grenze zum Rensselaer County.
Der Kinderhook Creek ist ein wichtiger Fluss in der Stadt und fließt in südwestlicher Richtung zum gezeitenabhängigen Stockport Creek, einem Arm des Hudson River. Die U.S. Route 9 und die New York State Route 9H führen durch die Stadt.

## Etymologie
Der ursprünglich niederländische Name Kinderhoek bedeutet auf Deutsch „Kinderecke“ und soll auf die Landung von Henry Hudson bei dessen Erkundung des Flusses Mahhicannituck (heute Hudson River) 1609 in der Gegend des heutigen Stuyvesant zurückgehen, wo Hudson von Kindern der amerikanischen Ureinwohnern, die auf Klippen standen, begrüßt wurde.
Eine andere Version besagt, dass ein Schwede namens Scherb, der an der Abzweigung eines Indianerpfads in der heutigen Stadt Stuyvesant lebte, eine so kinderreiche Familie hatte, dass die holländischen Händler den Ort als Kinderhook bezeichneten.
Eine dritte Theorie über den Namen der Stadt geht auf einen niederländischen Siedler namens Franz Pietersz Clauw zurück, der eine Mühle am Fluss betrieb und als Kind des Luxus (niederländisch:„Kind van Weelde“) bekannt war.

## Geschichte
Vor der Ankunft der europäischen Siedler 1609 war das Gebiet durch die Mohikaner bewohnt. Kinderhook war wahrscheinlich der nördlichste Ankerplatz der Halve Maen auf Henry Hudsons Entdeckungsreise von 1609. Kinderhook wurde bereits seit 1614 in niederländischen Karten als besiedelt kennzeichnet und gilt somit als älteste Siedlung im Staat New York. Kinderhook erhielt 1788 Stadtrechte aus einem zuvor geschaffenen Bezirk (1772). Kinderhook ist eine der ursprünglichen Städte des Columbia County. Es verlor 1775 einen großen Teil seines Territoriums und wurde Teil der Stadt Chatham. Weitere Teile von Kinderhook gingen 1818 an die Stadt Ghent, (New York) und 1823 an die Stadt Stuyvesant.

## Persönlichkeiten
- John Faso, ehemaliger US-Abgeordneter des 19. Kongressdistrikts von New York, ehemaliger Minderheitenführer der New York State Assembly und gescheiterter Kandidat für das Amt des Rechnungsprüfers (2002) und des Gouverneurs (2006)
- Chris Gibson, ehemaliger US-Abgeordneter aus dem 20. Kongressbezirk von New York
- William S. Groesbeck, US-Abgeordneter
- Washington Irving, Schriftsteller, lebte 1809 nach dem Tod seiner Verlobten etwa acht Wochen lang in Kinderhook; schrieb Teile von A History of New York in Kinderhook
- Mariela Jácome, spielte in der ecuadorianischen Frauenfußballnationalmannschaft bei der FIFA Frauen-Weltmeisterschaft 2015
- Jennie Jerome, Mutter von Winston Churchill, lebte in Kinderhook, nachdem ihr Vater das Haus von Martin Van Buren erworben hatte
- Jesse Merwin, Lehrer in Kinderhook, der als Vorlage für die Figur „Ichabod Crane“ bekannt ist, und langjähriger Freund von Washington Irving; Merwin stand jahrzehntelang mit Irving in Briefkontakt (Merwin zog sich später aus dem Schuldienst zurück und wurde Rechtsanwalt)
- Nicholas Sickles, US-amerikanischer Abgeordneter
- John Evert Van Alen, US-amerikanischer Abgeordneter
- Der achte Präsident der Vereinigten Staaten, Martin Van Buren, wurde in Kinderhook geboren, lebte nach seiner politischen Karriere auch wieder dort und starb dort. Sein Spitzname, unter dem er allgemein bekannt war, war Old Kinderhook. Bei dem Präsidentschaftswahlkampf 1840 nutzte er den Slogan „Old Kinderhook is OK“, dies soll, umstrittenener Weise, der Ursprung des Worts Okay sein.[10]